# Grammonus
Grammonus è un genere di pesci marini appartenenti alla famiglia Bythitidae.

## Distribuzione e habitat
Questo genere è presente in tutti i mari tropicali e subtropicali, gran parte delle specie proviene dall'Indo-Pacifico. Nel mar Mediterraneo è presente, non comune, la specie G. ater.
La maggior parte delle specie sono abitatori delle grotte marine a bassa profondità, spesso in ambienti corallini ma alcune sono state catturate su fondali fangosi a profondità abbastanza elevate nei piani circalitorale e batiale.

## Descrizione
G. nagaredai supera il metro ed è largamente la specie di maggiori dimensioni. La gran parte delle altre specie del genere di solito non raggiunge i 10 cm e anche le maggiori non superano i 20.

## Tassonomia
Il genere comprende 11 specie:
- Grammonus ater
- Grammonus claudei
- Grammonus diagrammus
- Grammonus longhursti
- Grammonus minutus
- Grammonus nagaredai
- Grammonus opisthodon
- Grammonus robustus
- Grammonus thielei
- Grammonus waikiki
- Grammonus yunokawai